# Wilhelm-von-Humboldt-Gesamtschule (Grevenbroich)
Die Wilhelm-von-Humboldt-Gesamtschule ist eine städtische Gesamtschule in Grevenbroich (Rhein-Kreis Neuss, Nordrhein-Westfalen), benannt nach dem preußischen Gelehrten, Schriftsteller und Staatsmann Wilhelm von Humboldt. Sie wurde im Jahr 2013 gegründet.

## Standort
Die Wilhelm-von-Humboldt-Gesamtschule ist eine sechszügige Gesamtschule, die auf zwei Standorte aufgeteilt ist. Die Schule besuchen Schüler der Jahrgänge 5 bis 13. Die Klassen 5 bis 7 sind am Standort Orken angesiedelt, während die höheren Jahrgänge 8 bis 13 in der Stadtmitte unterrichtet werden.

## Geschichte
Die Schule wurde 2013 als Gesamtschule II gegründet. Die Entscheidung für die zweite Gesamtschule in Grevenbroich fiel im Stadtrat im Sommer 2013.
Seit dem 12. August 2015 führt die Schule den Namen „Wilhelm-von-Humboldt-Gesamtschule“.

### Schülervertretung
Die Schülervertretung der Wilhelm-von-Humboldt-Gesamtschule ist Mitglied von „Netzwerk Schülervertretungen Grevenbroich“.

### Förderverein
Der Förderverein der Gesamtschule wurde 2013 unter dem Namen „Förderverein der Gesamtschule II Grevenbroich e.V.“ registriert und änderte im Jahr 2016 seinen Namen zu „Förderverein der Wilhelm von Humboldt Gesamtschule e.V.“.
Er ist eine gemeinnützige Organisation, die darauf abzielt, die Schulphilosophie „Gemeinsam Lernen und Leben“ zu unterstützen. Der Verein wurde gegründet, um Projekte und Initiativen zu fördern, die das Bildungs- und Sozialerlebnis der Schüler der Wilhelm von Humboldt Gesamtschule bereichern.

### Kooperationspartner
Die Wilhelm-von-Humboldt-Gesamtschule unterhält zwei Schulpartnerschaften in deren Rahmen ein regelmäßiger Schüleraustausch stattfindet.
- Collège Jean Rostand in St. Chamond (Frankreich)
- Collège Pierre Joannon  in St. Chamond (Frankreich)

Außerdem unterhält die Schule eine Internationale Brieffreundschaft mit einer irischen Schule.
- Schule in Cavan (Irland)

## Auszeichnungen

### Schule ohne Rassismus – Schule mit Courage
2016 wurde die Schule mit „Schule ohne Rassismus – Schule mit Courage“ ausgezeichnet. Dabei mussten rund 70 Prozent aller Schüler und Lehrer eine Selbstverpflichtungserklärung unterschreiben, dass sie sich gegen jede Art von Rassismus oder Diskriminierung wenden.

### „Sprich mit mir! Über Krebs!“ Krebsgesellschaft NRW
Im Dezember 2023 haben Schüler der Wilhelm-von-Humboldt-Gesamtschule bei einem landesweiten Video-Wettbewerb, ausgeschrieben von der Krebsgesellschaft Nordrhein-Westfalen, teilgenommen. Der Wettbewerb, der unter dem Motto „Sprich mit mir! Über Krebs!“ stand, zielte darauf ab, das Bewusstsein und Verständnis für das Thema Krebs unter Jugendlichen zu fördern. Trotz starker Konkurrenz durch insgesamt neun eingereichte Beiträge konnte sich das Video der Schüler der Schule durch seine Kreativität und Aussagekraft durchsetzen und gewann den ersten Preis.

## Personen

### Schulleitungen
- 2013–2017: Peter Jigalin
- 2017–2019: Jürgen Grotkop-Kötte
- seit 2019: Julia Herzberg